# آرامگاه باباجان‌دره
بقعه باباجان دره مربوط به دوره قاجار است و در شهرستان املش، بخش رانکوه، روستای بابا جان دره واقع شده و این اثر در تاریخ ۲ آبان ۱۳۸۲ با شمارهٔ ثبت ۱۰۶۰۶ به‌عنوان یکی از آثار ملی ایران به ثبت رسیده‌است.